# Hermann Bachmann (Sänger)

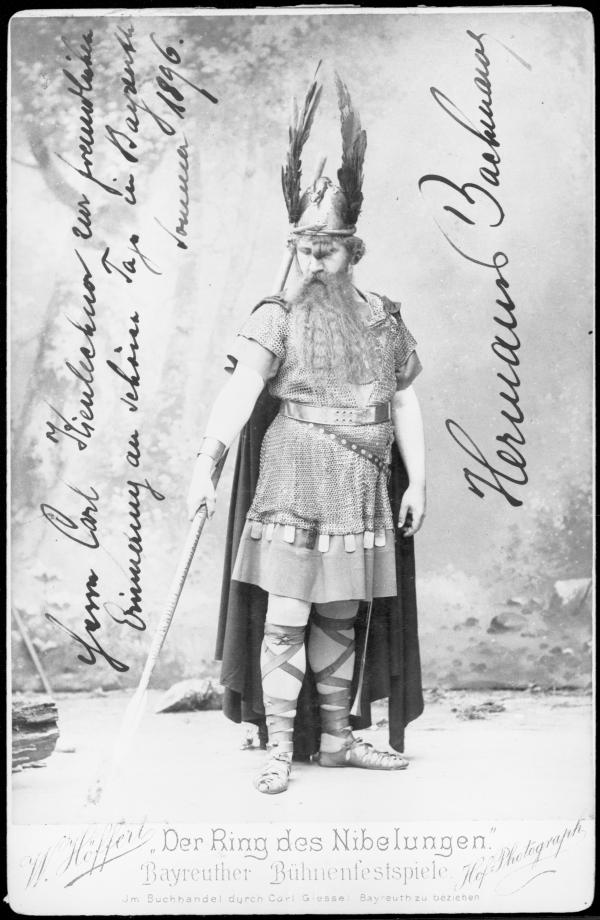
Hermann Bachmann

Carl Hermann Bachmann (7. Oktober 1864 in Cottbus – 5. Juli 1937 in Berlin) war ein deutscher Opernsänger (Bariton) und -regisseur sowie Gesangspädagoge.

## Leben
Bachmann, der zunächst Kaufmann wurde, nahm Gesangsunterricht bei Gustav Schmidt in Berlin. Er debütierte 1890 als Sänger am Stadttheater von Halle an der Saale, wo er bis 1894 blieb. 1894 bis 1897 wirkte er am Stadttheater Nürnberg. Von 1897 bis 1918 trat er in den Verband der Berliner Hofoper, an der er seit 1910 auch als Regisseur tätig war. Später arbeitete er als Gesangspädagoge.

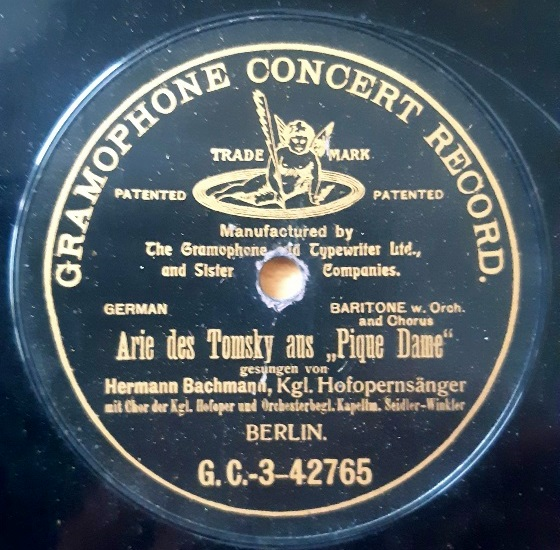
Schallplatte von Hermann Bachmann (Berlin 1907)

Schallplatten bei G&T und Gramophone (Berlin 1907–09), darunter Escamillo in vollständiger „Carmen“.